# Gavi (vino)
Gavi o Cortese di Gavi è una denominazione di origine controllata e garantita riservata ad alcuni vini la cui produzione è consentita nella provincia di Alessandria.

## Zona di produzione
La zona di produzione comprende l'intero territorio dei seguenti comuni del Novese:
Bosio, Capriata d'Orba, Carrosio, Francavilla Bisio, Gavi, Novi Ligure, Parodi Ligure, Pasturana, San Cristoforo, Serravalle Scrivia, Tassarolo in provincia di Alessandria..

## Storia
Il Cortese è un antico vitigno autoctono, perfettamente adattato al terreno e al clima del Novese.
Il primo documento è datato 3 giugno 972: conservato nell'Archivio di Stato di Genova, cita l'affitto di vigne in località Meirana concesso dal vescovo di Genova a due cittadini gaviesi. Nel 1659 nella corrispondenza tra il castello di Montaldeo e il marchese Doria appare un riferimento a impianti di «viti tutte di cortese». Nel 1798 il conte Nuvolone, vicedirettore della Società Agraria di Torino, cita il Cortese nella forma Corteis (in lingua piemontese), affermando che: «ha grappoli alquanto lunghetti, acini piuttosto grossi, quando è matura diviene gialla ed è buona da mangiare, fa buon vino, è abbondante e si conserva.»

## Tecniche di produzione
- Le operazioni di vinificazione e spumantizzazione devono essere effettuate nell'interno della zona di produzione.
- Per le tipologie "tranquillo", "frizzante" e "spumante" si può riportare la dicitura "del comune di …", eventualmente seguita dal nome delle frazioni Costa Santo Stefano e  Capanne di Marcarolo nel comune di Bosio, Monterotondo, Pratolungo e Rovereto nel comune di Gavi, Cadepiaggio e Tramontana nel comune di Parodi Ligure.
- Per le tipologie "tranquillo", "frizzante" e "spumante" è consentita la menzione "vigna" seguita dal toponimo, purché la resa massima di uva non superi gli 85 q./ha.
- Per le tipologie "Riserva" e "Riserva Spumante metodo classico" è obbligatoria la menzione "vigna" seguita dal toponimo; è invece vietato l’uso di altre indicazioni a carattere geografico.
- La menzione "vigna" va riportata in etichetta con caratteri di dimensioni massime del 50% del carattere usato per la D.O.C.G.
- Per la tipologia "tranquillo" deve essere indicata in etichetta l’annata di produzione delle uve.
- Per la tipologia “Spumante metodo classico" deve essere indicata in etichetta la data di sboccatura, mentre resta facoltativa l’indicazione del millesimo riferito alla vendemmia.

## Disciplinare
La DOC è stata istituita con DPR 26.6.1974;
 
Ha ottenuto in riconoscimento come DOCG con DM 29.07.1998, pubblicato sulla Gazzetta Ufficiale n. 185 del 10.08.1998 (Rettificato sulla G.U. 232 del 05.10.1998).

Successivamente è stato modificato con 
- DM 12.03.2001 G.U. 77 - 02.04.2001
- DM 14.10.2010 G.U. 258 - 04.11.2010
- DM 30.11.2011 G.U. 295 - 20.12.2011 Pubblicato sul sito ufficiale del Mipaaf
- La versione in vigore è stata approvata con DM  07.03.2014, pubblicato sul sito ufficiale del Mipaaf[1]

## Tipologie
È prevista la menzione vigna.
|                                | Tranquillo   | Frizzante    | Spumante                      | Riserva                         | Riserva spumante metodo classico |
| uvaggio                        | Cortese 100% | Cortese 100% | Cortese 100%                  | Cortese 100%                    | Cortese 100%                     |
| titolo alcolometrico minimo    | 10,50% vol.  | 10,50% vol.  | 10,50% vol.                   | 11,00% vol.                     | 11,00% vol.                      |
| acidità totale minima          | 5,00 g/l.    | 5,00 g/l.    | 5,00 g/l.                     | 6,00 g/l.                       | 6,00 g/l.                        |
| estratto secco minimo          | 15,00 g/l.   | 15,00 g/l.   | 15,00 g/l.                    | 17,00 g/l.                      | 17,00 g/l.                       |
| resa massima di uva per ettaro | 95 q.        | 95 q.        | 95 q.                         | 65 q.                           | 65 q.                            |
| resa massima di uva in vino    | 70%          | 70%          | 70%                           | 70%                             | 70%                              |
| invecchiamento obbligatorio    | no           | no           | un anno (6 mesi in bottiglia) | due anni (18 mesi in bottiglia) | due anni (18 mesi in bottiglia)  |

### Caratteri organolettici
Ha colore Giallo paglierino. Il profilo olfattivo del vino Gavi o Cortese di Gavi tranquillo DOCG è caratteristico, delicato e al palato risulta secco, piacevole, fresco, armonico.

### Abbinamenti consigliati
Si sposa bene con il pesce, in particolare con le preparazioni a base di pesce bianco come il rombo, il branzino, la sogliola e il dentice. Si sposa bene anche con il salmone affumicato, le ostriche, i gamberi e le vongole.